# Le Coudray-Macouard
Le Coudray-Macouard és un municipi francès situat al departament de Maine i Loira i a la regió de País del Loira. L'any 2007 tenia 870 habitants.

## Demografia

### Població
El 2007 la població de fet de Le Coudray-Macouard era de 870 persones. Hi havia 364 famílies de les quals 100 eren unipersonals (44 homes vivint sols i 56 dones vivint soles), 144 parelles sense fills, 104 parelles amb fills i 16 famílies monoparentals amb fills.
La població ha evolucionat segons el següent gràfic:
Habitants censats

### Habitatges
El 2007 hi havia 423 habitatges, 372 eren l'habitatge principal de la família, 25 eren segones residències i 26 estaven desocupats. 396 eren cases i 11 eren apartaments. Dels 372 habitatges principals, 285 estaven ocupats pels seus propietaris, 82 estaven llogats i ocupats pels llogaters i 5 estaven cedits a títol gratuït; 10 tenien una cambra, 20 en tenien dues, 33 en tenien tres, 82 en tenien quatre i 227 en tenien cinc o més. 283 habitatges disposaven pel capbaix d'una plaça de pàrquing. A 157 habitatges hi havia un automòbil i a 183 n'hi havia dos o més.

### Piràmide de població
La piràmide de població per edats i sexe el 2009 era:
| Homes | Edats   | Dones |
| ----- | ------- | ----- |
| 0     | 95 o +  | 0     |
| 0     | 90 a 94 | 0     |
| 0     | 85 a 89 | 4     |
| 0     | 80 a 84 | 4     |
| 20    | 75 a 79 | 16    |
| 24    | 70 a 74 | 24    |
| 28    | 65 a 69 | 36    |
| 24    | 60 a 64 | 36    |
| 16    | 55 a 59 | 16    |
| 40    | 50 a 54 | 28    |
| 32    | 45 a 49 | 32    |
| 44    | 40 a 44 | 24    |
| 16    | 35 a 39 | 28    |
| 12    | 30 a 34 | 16    |
| 40    | 25 a 29 | 48    |
| 16    | 20 a 24 | 16    |
| 52    | 15 a 19 | 20    |
| 32    | 10 a 14 | 28    |
| 24    | 5 a 9   | 24    |
| 12    | 0 a 4   | 20    |

## Economia
El 2007 la població en edat de treballar era de 549 persones, 413 eren actives i 136 eren inactives. De les 413 persones actives 385 estaven ocupades (207 homes i 178 dones) i 28 estaven aturades (11 homes i 17 dones). De les 136 persones inactives 63 estaven jubilades, 40 estaven estudiant i 33 estaven classificades com a «altres inactius».

### Ingressos
El 2009 a Le Coudray-Macouard hi havia 394 unitats fiscals que integraven 971,5 persones, la mediana anual d'ingressos fiscals per persona era de 18.156 €.

### Activitats econòmiques
Dels 44 establiments que hi havia el 2007, 6 eren d'empreses extractives, 9 d'empreses de construcció, 11 d'empreses de comerç i reparació d'automòbils, 2 d'empreses de transport, 2 d'empreses d'hostatgeria i restauració, 1 d'una empresa d'informació i comunicació, 1 d'una empresa financera, 2 d'empreses immobiliàries, 4 d'empreses de serveis, 5 d'entitats de l'administració pública i 1 d'una empresa classificada com a «altres activitats de serveis».
Dels 11 establiments de servei als particulars que hi havia el 2009, 1 era una oficina de correu, 1 taller de reparació d'automòbils i de material agrícola, 3 paletes, 2 fusteries, 1 lampisteria, 1 perruqueria i 2 restaurants.
Dels 2 establiments comercials que hi havia el 2009, 1 era una botiga de menys de 120 m² i 1 una floristeria.
L'any 2000 a Le Coudray-Macouard hi havia 17 explotacions agrícoles que ocupaven un total de 780 hectàrees.

## Equipaments sanitaris i escolars
L'únic equipament sanitari que hi havia el 2009 era una farmàcia.
El 2009 hi havia una escola elemental.

## Poblacions més properes
El següent diagrama mostra les poblacions més properes.